# King Kong (videojuego)
King Kong es un videojuego de plataformas de 1982 desarrollado y publicado por Tigervision para Atari 2600. Basado en el personaje con licencia King Kong, El juego es un clon de la primera pantalla de Donkey Kong. Fue el primer lanzamiento de cartucho de Tigervision. Tiger Electronic Toys produjo una versión portátil, bajo licencia de Tandy, el mismo año.

## Jugabilidad
El objetivo es rescatar a la chica subiendo escaleras hasta la parte superior de la pantalla mientras saltas sobre agujeros y bombas autónomas. Las bombas mágicas valen cinco veces más puntos que las bombas normales cuando se saltan. Al igual que en Donkey Kong, cada nivel tiene una bonificación que va disminuyendo. Si llega a cero, se pierde una vida.
Hay configuraciones para 1 o 2 jugadores alternando turnos, bombas lentas o rápidas y si existen bombas mágicas.

## Recepción
Ed Driscoll reseñó King Kong en el número 58 de The Space Gamer. Driscoll comentó que "en general, es un juego divertido, con buenos gráficos. ¡No está mal para un primer cartucho!"
Electronic Games dijo que el juego "presenta una burda imitación del primer escenario de Donkey Kong y reemplaza los barriles y las criaturas de fuego con lo que parecen inodoros antiguos, algunos de los cuales tienen mechas encendidas". En una revisión de 4 sobre 10, Arcade Express consideró a King Kong "una pobre interpretación del simio gigante" y dijo que era algo más fácil de jugar que otros juegos de escalada.